# Duck (film, 2005)
Pour les articles homonymes, voir Duck.
Pour plus de détails, voir Fiche technique et Distribution.
Duck est un film américain réalisé par Nicole Bettauer en 2005.

## Fiche technique
- Titre : Duck
- Réalisation : Nicole Bettauer
- Scénario : Nicole Bettauer
- Musique : Alan Ari Lazar
- Photographie : Anne Etheridge
- Montage : Marcus Taylor
- Production : Nicole Bettauer et Domini Hofmann
- Société de production : 5 Aces Productions et Nics Pics
- Société de distribution : Right Brained Releasing (États-Unis)
- Pays :  États-Unis
- Genre : Drame
- Durée : 96 minutes
- Dates de sortie : 
  -  États-Unis : 11 mars 2005 (Festival du film Cinequest), 11 mai 2007

## Distribution
- Amy Hill : Linh
- Bill Cobbs : Norman
- Philip Baker Hall : Arthur Pratt
- Carol Mansell : Frances Pratt
- French Stewart : Jeffery
- Noel Gugliemi : JC
- Bill Brochtrup : Leopold
- Larry Cedar : M. Janney
- Keith MacKechnie : Joey
- Jim Thalman : Arthur jeune
- Buckley Sampson : Frances jeune
- Starletta DuPois : la travailleuse sociale